# Девојачко да
Девојачко „да“ (шпанскиDe Moratín, Leandro Fernández: El sí de las niñas) је неокласичарска комедија Леандро Фернандес де Моратин (Leandro Fernández de Moratín) написана 1801. године, а први пут изведена на позорници 1806. године у позоришту Круз, у Мадриду. Комедија је доживела огроман успех и била је репризирана 26 дана без прекида. У Девојачком „да“ је обрађена тема- бракови између младих девојака и старијих имућних мушкараца који настају по жељи девојчиних родитеља и на тај начин је спутавају да покаже своја осећања и сама изабере. Ово је тада била актуелна тема. Моратин посвећује поруку и родитељима да треба да буду умеренији у васпитавању деце. Девојачко „да“ осликава његову тврдњу из дела Orígenes del teatro español где каже да дело треба да буде имитација стварног живота и да на крају дела треба да се истакне истина и одређене врлине, а да мане приказане у делу испадну смешне. 

## Шпанско позориште у XVIII веку
Период барока оставио је Шпанцима једно велико наслеђе као што је феномен театра. Позориште је, наравно, било развијено за време барока када су стварали: Лопе де Вега(Lope de Vega), Тирсо де Молина(Tirso de Molina), Педро Калдерон де ла Барка(Pedro Calderón de la Barca) и други, и наставило се у XVIII веку због чега историчари говоре о „огромној раширености и укорењености позоришног спектакла током читавог XVIII столећа“. На самом почетку XVIII века, позоришни комади су неретко били само прераде барокних дела, међутим шпанско позориште није било имуно на стране утицаје- нарочито на француске и италијанске. Стога у шпанском позоришту почињу да се приказују и преводе драме Расина, Корнеја, Молијера, Гресеа, Бомаршеа... Ти преводи ће довести до стварања другачијег позоришта у Шпанији. Међутим, те нове идеје настају у кругу интелектуалаца и књижевника и ти реформатори- неокласичари раскидају са традицијом која му је претходила и постављају темеље савременом шпанском позоришту. Прво се кренуло од побољшања материјалних услова- шпанска престоница добија још једну сцену намењену оперским извођењима(Teatro de los Caños del Peral), отварају се нови театри у Севиљи и Кадису. Од 1768. представе су се почеле изводити сваке вечери са повећањем цена улазница када позориште почиње да се претвара од забаве у прави културни догађај. Поред побољшавања материјалних услова усавршавају се и глумци. У то време се отвара прва глумачка школа у Шпанији, у Севиљи, и писци почињу да присуствују пробама својих представа и на тај начин коригују извођење глумаца. Неколасичари су се залагали за повратак класичном наслеђу, да се треба вратити аристотеловској подели на комедију и трагедију као и начелима јединства времена, места и радње, да дело треба да буде јасно и природно у својим језичким и стилским обележјима. Ове нове идеје су биле одбациване и од народа као и од интелектуалаца који су новине у позоришту по угледу на Француску сматрали националном издајом. Упркос томе, просветитељи су наставили да раде на томе да у Шпанији заживи представа по узору на класицизам. Тако су настале бројне трагедије које нису имале претерано успеха изузев неколико аутора: Рахела, Висентеа Гарсије де ла Уертеа, Игнасија Лопес де Ајале(Разрушена Нумансија), као и трагедије познатог песника Мануела Хосеа Кинтане(Војвода од Висеа, Пелајо), док је неокласичарска комедија имала више успеха посебно у последње две деценије XVIII века и првој деценији XIX века. Најзначајнији шпански комедиограф неокласичар био је Леандро Фернандес де Моратин, а поред њега се истиче још и Томас де Иријарте.

## Радња
Моделом за Девојачко „да“ сматра се француска комедија Пјера де Маривоа „Школа за мајке“, али је Моратин од Маривоа преузео само основну идеју. Комедија се састоји од 3 чина, и јасно је наглашено да радња почиње у 7 сати увече, а завршава се у 5 ујутру, а место радње је крчма у Алкали де Енарес. На овај начин се Моратин придржава начела јединства места, радње и времена. Сцене се нижу природним током и заплет је прилично једноставан. Дијалог је живахан, лак за разумевање и директан, што је једна од разлика неокласицизма и барока. Доња Ирена жели да уда своју ћерку Франсиску која је тек напунила 16 година за дон Дијега, човека од 59 година, али изузетно добро ситуираног. Међутим, девојка воли другог човека дон Карлоса који је нећак дон Дијега, међутим ни Франсиска нити било ко од ликова то не сазнаје до краја дела. Њихова љубав се јавила у Гвадалахари када су се срели на једној прослави и од тада, за време тромесечног боравка дон Дијега у том месту, појачала се њихова љубав. Поред љубави коју осећа према дон Карлосу који се девојци представља као дон Феликс, она се не усуђује да противречи својој мајци и њеном науму да је уда за дон Дијега. Такав став младе Франсиске проистиче из ондашњег васпитања младих девојака када су биле приморане да ступају у бракове које им одреде родитељи. У делу се примећују и пишчеве опаске на рачун цркве оличене у калуђерицама- Тринидад и Сиркунсион које су васпитавале младу Франсиску у манастиру у Гвадалахари и притискале је да се уда за дон Дијега. На почетку дела из дијалога дон Дијега и његовог слуге Симона сазанајемо да дон Дијего, упркос својим годинама, жели да се ожени младом девојком. Међутим он жели да је ожени само ако она пристаје. Девојка се не изјашњава јер је прототип чедне и послушне девојке која ће учинити све што јој мајка нареди. Ипак, својој служавки Рити поверава да је заљубљена у дон Карлоса и јавља му писмом да се удаје због чега он одмах стиже из Сарагосе у Алкалу де Енарес. На крају дела се обелодањује љубав двоје младих када писмо које је дон Карлос написао Франсиски доспева у руке дон Дијега када он сазнаје да и он и његов нећак воле исту жену. Дирнут љубављу двоје младих, дон Дијего благосиља њихову љубав и пушта их да живи срећно, жртвујући тако своју шансу да ожени младу Франсиску. У делу је приказан тријумф младалачке љубави над интересом. Поред комичних и ироничних елеманата у делу тако својствених аутору, осећа се присуство ласкања, љубави и нежности и тај елемент уједињен са критиком која је упућена друштву је управо заслужан што је дело тако снажно продрло до публике.

## Ликови
У последњој, и несумњиво најпознатијој Моратиновој комедији, појављује се седам ликова. Било да се ради о оним ликовима који носе суштину радње или о онима који су у другом плану, на могу се посматрати другачије до као нераздвојна целина у коју је свако од њих уткан са одређеном намером. Када се изузме стари слуга Симон, осталих шест ликова осликавају парове било у љубавном смислу (дон Карлос и доња Франсиска, Рита и Каламоћа), било у смислу моралне различитости (дон Дијего и доња Ирена). Карактер ликова упознајемо кроз дијалог који се води између њих, док је радњи поклоњено врло мало пажње.
Дон Дијего јесте човек стар 59 година који жели да се ожени младом Франсиском. Свестан чињенице да се она тако млада не можа заљубити у њега тако старог, нада се да она ипак може осетити наклоност и пријатељство према њему и својом вољом ступити са њим у брак. Ово последње је од изузетне важности јер се тиме додаје димензија разборитости и морала Дијеговој личности, јер и поред тога што исказује дозу егоизма жељом да се ожени малдом девојком и тога што је брак већ уговорен, не жели да врши притисак на њу. То је једна од главних разлика изнеђу њега и доња Ирене, јер док она Франсиски ставља своје речи у уста и од ње захтева ћутање и климање главом, Дијего жели да се Франсиска слободно изјасни. Кроз њега Моратин исказује своје ставове о васпитавању младих и односу родитеља према њима. Поред тога, Дијегов морал и доброта у срцу утицаће на коначан расплет тиме што ће се одрећи Франсиске и препустити је свом нећаку Карлосу, дајући благослов њиховој љубави.
Доња Ирена представља типичан пример мајке која воли да доминира, манипулише и често прича превише. У њеном лику су представљени Моратинови ставови по питању погрешног васпитавања девојака у то време. Ирена прикрива свој еогизам наводном мајчинском љубављу и спремна је да уда своју кћер за много старијег човека само због тога што је он имућан и угледан, а ради обезбеђивања своје економске ситуације. Њен лик је на удару сатире, исмејана је кроз приказе њених бракова – удавала се три пута,  први пут за много старијег човека (како је планирала да уда и Франсиску). Поред тога исмејана је кроз њено приповедање о томе како већину њене породице чине црквена лица и како троши много пара на лекове. Читав њен лик јесте заправо Моратиново велико исмевање цркве, васпитавања девојака и егоизма родитеља у то време. 
Дон Карлос је дон Дијегов нећак, образовани младић, припадник шпанске војске, који се разумно понаша, поштује друге, посебно старије, представља узорног члана друштва који исправно дела и води се моралним расуђивањем. Иако је дон Карлос био искрено заљубљен у младу Франсиску, љубав и поштовање према стрицу су га спречили да буде сметња склапању браку између ово двоје. Растрзан између љубави према Франсиски и привржености према стрицу, дон Карлос креће путем послушности и поштовања стричевог ауторитета, притиснут и чињеницом да му је прећутао да је Франсиску већ упознао и да је у њу заљубљен. Дон Карлос може да се схвати као позитиван лик који током целог дела поступа исправно, спреман да одустане од своје среће зарад среће ближњих. На крају дела и он је задовољан јер добија благослов да буде са женом коју воли.
Франсиска представља строго васпитавану девојку, смерну и чедну, али и неспособну да се супротстави ауторитету своје мајке. Одгајана је у манастиру, и то тако да није добијала много сазнања о реалности спољног света, те стога није ни имала могућности да развије сопствено мишљење и преузме више контроле над својим животом. Франсиска је приморана да свет посматра на начин који јој мајка одређује, да се понаша у складу са оним што јој мајка и конзервативна средина намећу, да чека будућност коју је за њу испланирала доња Ирена. Франсиска је пасивна, нема много утицаја на догађаје око себе, безлична је јер јој није дозвољено да покаже лице које њена мајка не би одобрила. Типски је лик, са ограниченом интеракцијом са другим ликовима и радњом. Незадовољна је својом ситуацијом, али се не усуђује да се супротстави старијима. До срећног краја дела, прихватања њене и дон Карлосове љубави, доводе срећне околности и разложност и моралност дон Дијега, а не делање овог пара младих.
Симон, Рита и Каламоћа су слуге. Симонов газда је дон Дијего, Ритин Франсиска, а Каламоћин – дон Карлос. Ова три лика у другом су плану, немају велики утицај на радњу, те се разликују од барокног приказа слугу, који су често имали улоге у расплету. Њихови коментари су обично духовити, посебно између Рите и Каламоће, још једног љубавног пара у делу. Све троје уживају поверење својих газда: Рита је једина знала за осећања своје господарице према дон Карлосу, Каламоћа је био упућен у ситуацију свога господара, док се Симону дон Дијего поверавао о плановима за женидбу. И слуге се осећају слободно у присуству својих господара, па су повремено преко мере радознали и заинтересовани за ствари које их се директно не тичу.

## Говор и дијалог
Ликови углавном размењују кратке реченице. Дужи говори се јављају када дон Дијего размишља о исправности своје одлуке, кад критикује свог сестрића због неодговорног понашања; у доња Ирениним хвалама својој кћери; када се слуге између себе обавештавају о протеклим збивањима и у својим монолозима, када Рита дели савете Пакити. 
Дон Карлос не говори ни превише, ни премало. Према ујаку се увек односи са дужним поштовањем и никад се не усуђује да води расправу, већ само кратко изложи своје аргументе и пусти ујака да одлучује о његовој судбини. Кад је реч о неговој љубави према Пакити, нема храбрости ни да је помене, него тек на крају кад види да ујак о томе случајно сазнаје и покаже разумевање, дон Карлос се усуђује да каже коју реч више. 
Ликови не користе идиолекте и на основу њиховог језика никако не можемо видети и њихов друштвени положај.

## Тон
Пакита користи углавном тон поштовања и понзности кад говори са мајком и дон Дијегом, тон туге и забринутости кад се жали Рити, као и тон огорчености кад мисли да је дон Карлос заувек напустио, кад прича са дон Карлосом служи се тоном поштовања, бриге због мајке и њених осећања. Дон Дијего користи тон молбе кад заклиње Симона да ником не каже о његовом односу према Пакити, тон одушевљености кад говори о њој и њеним врлинама, тон увређености кад му Симон каже да је мислио да је Пакиту наменио сестрићу, тон жеље и сумњичавости (" Кад би се само отворено изјаснила о нашем будућем браку..." ), као и тон критике кад се обраћа сестрићу.
Дон Карлос користи објашњавајући тон кад се правда ујаку за своје недолично понашање, тон узбуђености и љубави кад се обраћа Пакити; 
Каламоћа користи тон сажаљења кад сам себи говори " јадни Каламоћа“ кад седне после ношења тешких кофера; 
Рита такође користи тон сажаљења кад говори о својој младој господарици, тон благе љутње кад каже за Каламоћу " клипан један“, а са иронијом се обраћа доња Ирени. 
Доња Ирена говори тоном хвалисавости кад прича о Пакити, тоном сажаљења кад је реч о њој самој, а једино на крају је у њеном говору и присутан тон искрене радости и разумевања.

## Говор у себи и за себе
За себе говори Рита: " Опет! Шта заповедате?" ; Пакита : " Јадна ли сам!"; Каламоћа : " Проклет да си и ти и твој пут, и онај ко те створи!" и дон Карлос: " Све је пропало! Готов сам! Остављам је! И заувек губим!" 
Доња Ирена не користи ни говор за себе, ни монолог. Она је без длаке на језику и никад не мери пре него што пресече, тако да јој ова врста говора није ни потребна. 
Монологе воде слуге, Пакита, дон Дијего и дон Карлос.

## Теме
Наслов даје идеју да ће у делу бити речи о неком венчању. Такође се може закључити да је девојка та која је неодлучна и од чије слободе мишљења зависи и будућа срећа свих ликова. Идеја је да треба срушити традицонална размишљања и отворити се новим поимањима света. Ипак на крају остаје неразјашњено да ли су ликови који су током дела потпуно осликавали традицију заиста промењени(доња Ирена) или су прихватили новине само зато што ипак, само на други начин, задовољавају циљеве којима су тежили(материјална сигурност) .

## Мотиви и симболи
У делу нема неких посено наглашених слика и симбола, као ни мотива који се понављају. Једине речи које се понављеју су доња Пакитино: " Да изађем, мама?", одакле се види да јој је непријатно да буде у дон Дијеговом друштву, као и њена васпитаност (да се не уплиће у разговор ако се тема не тиче млађег, већ само да говори кад је упитана нешто) и поштовање према мајци.

## Напетост, суспенс
Пажњу одржана дон Карлосово писмо које Пакита не успева да нађе у мраку и које
потом пада у руке дон Дијегу одакле се већ наслућује разрешење проблема. Проблем се решава и дело се приводи крају.

## Врсте сцене
Представа је први пут одржана у мадридском позоришту Круз, што је промена у односу на дотадашња извођења драмских дела у двориштима. 

## Комично, драматично и сентиментално у делу
Радња дела име два тока: један је комичан, други је сентименталан и драматичан. Комично у комедији ни у једном тренутку није неукусно, и увек је у оквиру једноставности и пристојности. Комичност је присутна у лику доња Ирене, која је једини комичан лик у делу, али је присутна и у радњи дела. Доња Ирена је приказана као брбљива и то се прихвата као део њеног карактера. Међутим читалац убрзо открива да она то ради намерно. Сваки пут кад прича са дон Дијегом покушава да скрене с теме о Франсискином неизјашњавању по питању брака, тако што започиње причу о својој породици, својим мужевима или лековима који су јој потребни за лечење. Како доња Ирена заварава дон Дијега, тако исто и Франсиска заварава своју мајку по питању дон Карлоса. Градација у комичности постоји код слуга- Симоново понашање је у делу комично само једном приликом, у десетој сцени другог чина када се срећу Симон, дон Карлос и Каламоћа. Ритино и Каламоћино понашање је веселије и комичније јер је дијалог између њих двоје увек шаљив. Они у својим дијалозима дају једну ноту смелости која није присутна у разговорима осталих ликова. У драматичним сценама у делу долази и до преламања са комичним. Четврта сцена другог чина је драматична када Франсиска мисли да јој је мајка сазнала за љубав према дон Карлосу, а заправо је доња Ирена умислила да Франсиска жели да постане монахиња. Ту Моратин исмева доња Ирену показујући њен егоизам и жељу да уда ћерку из интереса када она наглашава Франсиски како мора да послуша мајку. Вероватно најсмешнија сцена у делу је пред сам крај када дон Дијего открива доња Ирени да јој је ћерка заљубљена у дон Карлоса. Она то не жели да прихвати и чак окривљује дон Дијега како не жели више да ожени њену ћерку и смишља лажи! Последња сцена у делу је прожета драматичношћу када се открива истина. Сентименталне сцене се везују за Франсиску-углавном када говори о дон Карлосу. Најсентименталнија сцена у делу је сам крај првог чина када Франсиска прича о својој љубави према дон Карлосу. У неким сентименталним сценама се осећа и доза патетике. У трећем чину четврта, пета и шеста сцена приказују сентименталност дон Дијега и Франсиске помешан са патетиком. 
Дон Дијего: Кога сад да окривим? Је ли крива она или њена мајка, или тетке, или ја...? На кога... На кога да искалим овај бес што, колико год се трудио, не успевам да обуздам? А тако ми је постала драга!... Какве сам умилне наде гајио! Какву срећу себи обећавао!... Љубоморан? Зар ја? У овим годинама, а љубоморан? Срамота... Али овај немир, ово огорчење, ова жеља за осветом, одакле долазе? Којим именом да их назовем? Изгледа да поново... Да.
Доња Франсиска:... Све лажи, Рита, лажи обичног покварењака који је обећавао нешто што није ни намеравао да испуни. Дошао је, видео да има супарника и себи рекао- „Зашто бих ја икога узнемиравао да бих заштитио жену? Та, толико је на свету жена! Нека је удају... Ја ништа не губим. Најпре мој мир, а тек после живот те сиротице.“ Боже, опрости ми! Опрости што сам га толико волела!
Дијалози између дон Дијега и Франсиске у сентиментални, док између дон Дијега и дон Карлоса обилују динамичношћу. 

## Аутобиографско у делу
И данас се воде полемике око тога да ли је Моратинова инспирација нашла свој извор у његовом приватном животу. Лик Франсиске се често доводи у везу са ауторовом љубављу из младости, Франсиском Пакитом Муњос. Првим који је повезао ова два ауторова света сматра се Патрисио де ла Ескосура. Данас се ова идеја углавном одбацује иако се уочавају извесне сличности које дају Ескосури повода да је изнесе. Оно што се поуздано може рећи јесте да приступ теми обрађеној у делу свакако превазилази ситуацију из Моратиновог приватног живота.

## Некада и сада
Посматрајући дело у целини, може се закључити да се неке ствари изгледа никада неће променити, првенствено мислећи на ставове родитеља према важности материјалног благостања у браку. И по данашњим ставовима, то је неко мерило успеха и среће модерног брака иако се то исказује на један много суптилнији начин, али поента остаје иста. Наравно, десиле су се и велике промене, жене више нису потлачене мушкарцима, имају право на избор и напредовање у сваком смислу, традиционалне баријере су порушене а морална начела потпуно реконструисана. Такође, односи међу старијим и млађим члановима у породици су неоспорно много толерантнији. На крају, Моратиново дело је значајно и због тога што нам даје поприлично реалан осврт у прошлост и њене традиционалне норме а самим тим и увид у напредак који смо постигли, гледано са социолошког плана.